# 아오촌 (이시카와현)
아오촌(粟生村)은 이시카와현 노미군에 설치되었던 촌이다. 현재의 노미시에 해당한다.